# 源季兼
源 季兼（みなもと の すえかね、生没年不詳）は、平安時代後期の貴族。醍醐源氏、土佐守・源俊兼の子。官位は正四位下・木工権頭。

## 経歴
鳥羽院政期に長く木工権頭を務めたほか、対馬守・遠江権守・豊後守・石見守などの地方官を歴任する。
摂関家の藤原忠通に家司として仕え、摂関家政所の経営を担当した。また、康治2年（1143年）父・源俊兼から伝領した能登国珠洲郡の500町におよぶ大規模荘園である若山荘を、忠通の娘である藤原聖子（皇嘉門院）に寄進し、領家職を確保した。のちに、荘園本家は九条家に伝えられ、季兼の子である季長以降の子孫も九条家に仕えるようになる。また、領家職は季兼の娘婿となった日野資長の子孫が継承している。

## 官歴
- 元永2年（1119年） 正月24日：対馬守[3]
- 長承元年（1132年） 2月28日：遠江権守[4]
- 長承3年（1134年） 12月11日：見木工権頭[5]
- 康治2年（1143年） 10月4日：見豊後守[6]
- 久安5年（1149年） 12月30日：対馬守[7]
- 仁平3年（1153年） 閏12月29日：兼石見守[7]
- 保元元年（1156年） 10月：見兼石見守[8]。日付不詳：去兼石見守。[9]
- 時期不詳：正四位下[10]

## 系譜
『尊卑分脈』による。
- 父：源俊兼
- 母：不詳
- 生母不詳の子女
  - 男子：源季長
  - 男子：源季広（?-1199?）
  - 男子：覚朝
  - 男子：兼覚
  - 女子：日野資長妾
  - 女子：